# Ilie Zârna
Ilie Zârna (n. 1862, Comlăuș, județul Arad – d. 1936, Brad, județul Hunedoara) a fost un deputat în Marea Adunare Națională de la Alba Iulia , organismul legislativ reprezentativ al „tuturor românilor din Transilvania, Banat și Țara Ungurească”, cel care a adoptat hotărârea privind Unirea Transilvaniei cu România, la 1 decembrie 1918  :pp. 228-229..

## Biografie
A făcut școala primară, după care a intrat ca ucenic la patron :p. 229.

## Activitatea politică
Ca deputat în Adunarea Națională din 1 decembrie 1918 a fost delegat al Reuniunii Meseriașilor Români din Brad :p. 229.